# Ellen Schreiber
Ellen Schreiber es una escritora estadounidense.

## Biografía
Ellen Schreiber fue actriz y monologuista antes de convertirse en escritora y trasladarse a vivir a su Dullsville particular. Es autora de las novelas Teenage Mermaid, Comedy Girl y la serie Vampire Kisses, cuya primera entrega ha merecido las nominaciones más destacadas como lectura escogida para jóvenes. Su hermano, Mark Schreiber, también es escritor.

## Libros

### Serie Vampire Kisses
-Vampire Kisses 1: Vampire Kisses (2003) - Nabla Ediciones 2008 ISBN 978-84-92461-13-4 - Besos de Vampiro
-Vampire Kisses 2: Kissing Coffins (2005) - Nabla Ediciones 2009 ISBN 978-84-92461-35-6 - Besando Ataúdes
-Vampire Kisses 3: Vampireville (2006) - Nabla Ediciones 2010 ISBN 978-84-92461-43-1 - Vampireville
-Vampire Kisses 4: Dance with a Vampire (2007) - Bailando con un Vampiro
-Vampire Kisses 5: The Coffin Club (2008) - El Club del Ataúd
-Vampire Kisses 6: Royal Blood (2009) - Sangre Real
-Vampire Kisses 7: Love Bites (Mayo 2010) - Mordidas de Amor
-Vampire Kisses 8: Cryptic Cravings - (Mayo 2011) - Antojos de Cripta
-Vampire Kisses 9: Inmortal Hearts - (Mayo-2012) - Corazones Inmortales

### Vampire Kisses (Manga): Blood Relatives
-Blood Relatives - Parientes de Sangre: Libro 1
-Blood Relatives - Parientes de Sangre: Libro 2
-Blood Relatives - Parientes de Sangre: Libro 3 (2009)
-Blood Relatives - Parientes de Sangre: Libro 4 (Septiembre 2011)
-Blood Relatives - Parientes de Sangre: Libro 5 (TBA)
-Blood Relatives - Parientes de Sangre: Libro 6 (TBA)

### Otras Novelas
-Johnny Lightning 
-Teenage Mermaid (2003)
-Comedy Girl (2004)
-Once In A Full Moon (series) (2010)